# Sednoide

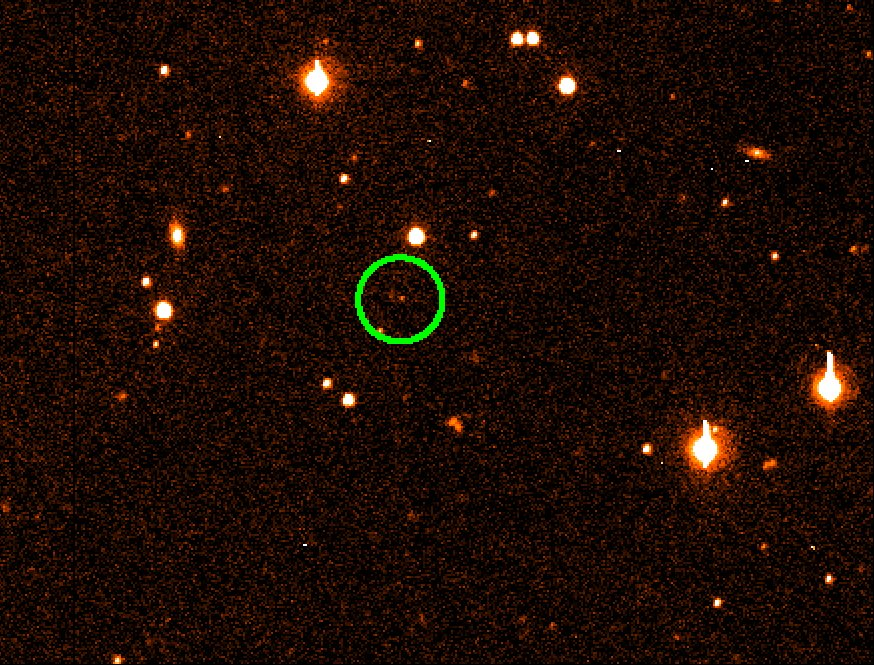
Sedna, l'eponimo e primo sednoide conosciuto

Un sednoide è un oggetto transnettuniano con un perielio maggiore di 50 UA e un semiasse maggiore più grande di 150 UA. Solo quattro oggetti sono classificati in questa categoria, 90377 Sedna, 2012 VP113, 541132 Leleākūhonua e 2023 KQ14 Ammonite i primi due con un perielio maggiore di 75 UA, mentre il terzo e il quarto hanno un perielio di circa 65 UA ema si pensa ne esistano molti altri. Questi oggetti si trovano in un'area apparentemente vuota del sistema solare, che parte da 50 UA dal Sole, e non hanno importanti interazioni con gli altri pianeti. Alcuni astronomi, tra cui Scott Sheppard, considerano i sednoidi appartenenti alla nube di Oort interna.

## Membri conosciuti
| Numero | Nome         | Diametro (km) | Semiasse maggiore (UA) | Perielio (UA) | Afelio (UA) | Argomento del pericentro (°) | Scoperta |
| ------ | ------------ | ------------- | ---------------------- | ------------- | ----------- | ---------------------------- | -------- |
| 90377  | Sedna        | 995 ± 80      | 532,3 ± 1,7            | 76,13 ± 0,01  | ≈ 937       | 311,19 ± 0,02                | 2003     |
|        | 2012 VP113   | ≈ 500         | 263 ± 7                | 80,5 ± 0,6    | 446 ± 13    | 293,8 ± 2,4                  | 2012     |
| 541132 | Leleākūhonua | ≈ 200-600     | 1094                   | 64,94         | 2123        | 118,17                       | 2015     |